# Crossandra zuluensis
Crossandra zuluensis là một loài thực vật có hoa trong họ Ô rô. Loài này được W.T.Vos & T.J.Edwards mô tả khoa học đầu tiên năm 1992.